# Syracuse Nationals 1950-1951
La stagione 1950-51 dei Syracuse Nationals fu la 2ª nella NBA per la franchigia.
I Syracuse Nationals arrivarono quarti nella Eastern Division con un record di 32-34. Nei play-off vinsero la semifinale di division con i Philadelphia Warriors (2-0), perdendo poi la finale di division con i New York Knicks (3-2).

## Roster
| N°   | Naz.                   | Ruolo | Sportivo          | Anno | Alt. | Peso |
| ---- | ---------------------- | ----- | ----------------- | ---- | ---- | ---- |
| 4    | Stati Uniti (bandiera) | AC    | Dolph Schayes     | 1928 | 201  | 88   |
| 5    | Stati Uniti (bandiera) | GA    | Johnny Macknowski | 1923 | 183  | 82   |
| 6    | Stati Uniti (bandiera) | AC    | George Ratkovicz  | 1922 | 198  | 100  |
| 7    | Stati Uniti (bandiera) | GA    | Billy Gabor       | 1922 | 180  | 77   |
| 8    | Stati Uniti (bandiera) | GA    | Paul Seymour      | 1928 | 185  | 82   |
| 10   | Stati Uniti (bandiera) | AC    | Alex Hannum       | 1923 | 201  | 95   |
| 11   | Stati Uniti (bandiera) | A     | Leroy Chollet     | 1924 | 188  | 86   |
| 11   | Stati Uniti (bandiera) | AC    | Don Lofgran       | 1928 | 196  | 91   |
| 12-9 | Stati Uniti (bandiera) | G     | Gerald Calabrese  | 1925 | 185  | 79   |
| 13   | Stati Uniti (bandiera) | C     | Noble Jorgensen   | 1925 | 206  | 103  |
| 13   | Stati Uniti (bandiera) | C     | Ed Peterson       | 1924 | 206  | 100  |
| 14   | Stati Uniti (bandiera) | G     | Fred Scolari      | 1922 | 178  | 82   |
| 14   | Stati Uniti (bandiera) | GA    | Belus Smawley     | 1918 | 185  | 88   |
| 15   | Stati Uniti (bandiera) | GA    | Al Cervi          | 1917 | 180  | 77   |

## Staff tecnico
- Allenatore: Al Cervi